# Blus
Blus (zm. 1066) – zgodnie z relacją Adama z Bremy i Helmolda możny obodrycki, szwagier księcia Gotszalka. Po zamordowaniu władcy w 1066 roku stanął na czele reakcji pogańskiej, prawdopodobnie podburzony przez Luciców. Zrewoltowani Obodrzyce wygnali żonę Gotszalka i zamordowali biskupa meklemburskiego Jana, a także najechali ziemie niemieckie, łupiąc m.in. Hamburg i Szlezwik.
Blus zginął zamordowany niedługo po wybuchu rebelii, podczas walki o tron między Budiwojem i Krutem.